# Incidente ferroviario di Monza
L'incidente ferroviario di Monza è avvenuto il 5 gennaio 1960 nell'omonima località, e ha causato 17 morti e 124 feriti.

## Storia
Il 5 gennaio del 1960 in località Monza, il treno 341 della linea Sondrio-Lecco-Milano, partito da Lecco alle ore 7.10 e diretto a Milano carico di lavoratori "pendolari", marciando ad una velocità di 93 km/h  alle ore 8,05 deragliò all'altezza del sottopasso ferroviario di viale Libertà, allora ancora in costruzione, per il quale la velocità massima consentita era di 10 km/h.
L'incidente fu attribuito alla fitta nebbia di quel giorno e alla elevata velocità del convoglio in quel tratto che doveva essere percorso a passo d'uomo.
```
"Quel giorno però c'era troppa nebbia e alle 8.05 il treno arrivò sul ponte a 93 chilometri orari. E deragliò. La frenata disperata del macchinista impresse una scossa alle undici vetture del convoglio. Il binario si inclinò e dal ponte caddero due carrozze, mentre i primi quattro vagoni uscirono dai binari e si abbatterono sul fianco. Il vagone di testa si sganciò andando a sfondare le pareti di un lanificio che sorgeva a ridosso della strada ferrata."
 Da 
Il Giorno Monza-Brianza del 5.1.2016
```

L'incidente provocò la morte di diciassette persone, di cui quindici sul colpo e due in ospedale, e centoventiquattro feriti.